# 弧腹平底彩陶罐

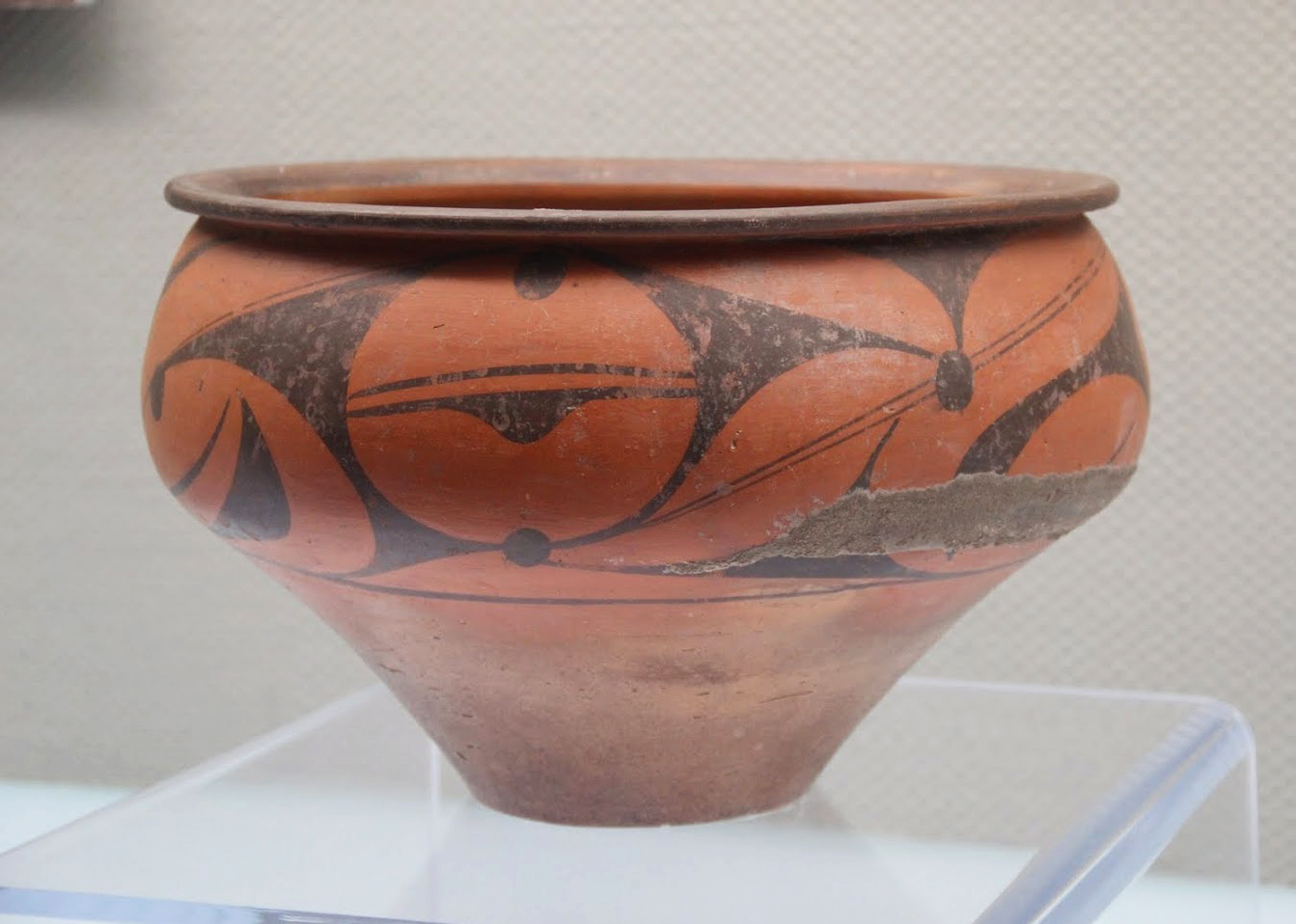
弧腹平底彩陶罐，现藏于山西博物院

弧腹平底彩陶罐，是一个新石器时代仰韶文化庙底沟类型的彩陶罐，藏于山西博物院。

## 沿革
1957年，当地考古队在垣曲县下马村出土。彩陶罐高为21.1厘米、上口径14.7厘米，底径10厘米，材质为红陶泥质。敞口束颈，腹部上鼓下收，呈小平底。口内沿壁绘有黑彩条纹，唇口绘有黑彩，肩部和腹部有四组黑彩花卉纹饰图案。同时出土的还有曲腹大口彩陶盆。